# Jo Ramírez
Pour les articles homonymes, voir Ramírez.
Joaquín « Jo » Ramírez Fernández, né le 20 août 1941, est un dirigeant sportif mexicain, spécialisé dans les sports mécaniques. Entre 1984 et 2001, Jo Ramírez a été le coordinateur de l'écurie McLaren Racing en Formule 1, notamment lors de la rivalité Prost-Senna à la fin des années 1980.

## Biographie

### Premiers pas en sport automobile
Né à Mexico en 1941, Jo Ramírez passe son diplôme de génie mécanique à l'Université nationale autonome du Mexique. Ami avec les deux frères Rodríguez, Pedro et Ricardo, après les avoir connu en karting, il accompagne Ricardo en Europe en 1961. Ramírez débarque ainsi à Monza avec son jeune compatriote, appelé par Enzo Ferrari pour disputer le Grand Prix d'Italie. La prise de contact avec la Formule 1 est violente puisque les deux hommes assistent à l'accident fatal de Wolfgang von Trips, pilote Ferrari, qui emporte avec lui une douzaine de spectateurs.
En 1962, il intègre la Scuderia Ferrari en tant qu'homme à tout faire. Son expérience tourne court puisque Ricardo Rodríguez se tue lors des essais de son Grand Prix national, ce qui le contraint à quitter Ferrari. Aidé par Juan Manuel Fangio, il devient mécanicien chez Maserati et chez Lamborghini puis se tourne vers l'endurance en rejoignant Ford en 1964.

### Carrière en Formule 1
Jo Ramírez retrouve la Formule 1 en 1966, en rejoignant l'écurie Eagle fondée par Dan Gurney. Il devient, en 1972, chef-mécanicien chez Tyrrell ; il s'occupe notamment de la voiture de François Cevert et connaît son premier succès avec le titre de Jackie Stewart en 1973. En 1975, il se laisse tenter par l'aventure Copersucar initiée par Emerson Fittipaldi mais ne s'éternise pas. Il travaille successivement chez Shadow, ATS puis Theodore Racing jusqu'en 1983. Après Cevert, il assiste à la mort d'un autre de ses amis proches, Elio de Angelis, au Castellet en 1986.
En 1984, Jo Ramírez rejoint Ron Dennis et McLaren en devenant le coordinateur sportif de l'écurie britannique. Niki Lauda et Alain Prost remportent douze des seize courses de la saison et l'Autrichien est sacré champion aux dépens du Français, pour un demi-point. Prost triomphe en 1985 et championnat du monde de Formule 1 1986 puis Ayrton Senna signe chez McLaren en 1988. La rivalité entre les deux hommes devient invivable et Ramírez est chargé de réduire les tensions. Très ami avec Senna, il vit un nouveau drame lorsque celui-ci se tue à Imola en 1994.
Dans les années 1990, Ramírez devient le responsable logistique de McLaren. Il assiste au succès de Mika Häkkinen puis prend sa retraite en même temps que le champion finlandais à l'issue de la saison 2001, après avoir participé à près de 500 Grands Prix.

### Après la Formule 1
Désormais retraité, Jo Ramírez consacre son temps libre à l'écriture de plusieurs livres. Il soutient également la carrière de ses compatriotes Adrián Fernández, Salvador Durán, Sergio Pérez et Esteban Gutiérrez.
Il participe également à plusieurs éditions de la Carrera Panamericana dans les années 2000 et 2010.